# Marilyn Horne
Marilyn Horne (Bradford, Pennsylvania, 17 januari 1934) is een Amerikaanse opera- en concertzangeres in het stemvak mezzosopraan.

## Biografie
Zij studeerde bij William Vennard aan de University of Southern California in Los Angeles en nam ook aan masterclasses bij Lotte Lehmann deel. Na eerste optredens in de Verenigde Staten ging Marilyn Horne in 1957 naar Duitsland, waar zij een vast contract had aan de Gelsenkirchener Oper. Daar zong zij in de volgende drie jaren als lid van het gezelschap alle grote sopraanpartijen. Met de rol van Marie in Alban Bergs Wozzeck wekte zij bij de opening van het nieuwe operahuis in mei 1960 grote belangstelling. Daardoor werd zij als vervangster voor een ziek geworden zangeres naar San Francisco gehaald en verliet Gelsenkirchen.
In 1961 leerde zij Joan Sutherland bij een gemeenschappelijk optreden in Vincenzo Bellini's Beatrice di Tenda kennen. Beiden zongen voortaan in vele gemeenschappelijke uitvoeringen en plaatopnamen.
Op 1 juli 1960 huwde Marilyn de dirigent Henry Lewis. Hun enige kind, Angela, werd geboren op 14 juni 1965. Het echtpaar scheidde in oktober 1974.
Gedurende haar zwangerschap in 1965 moest Horne de rol van Lucrezia Borgia aan de American Opera Society in New York afzeggen. De toen nog onbekende jonge Montserrat Caballé sprong in en werd onmiddellijk bekend.
Horne trad aan alle grote operahuizen van de wereld op. Haar omvangrijke repertoire reikt van belcanto tot twintigste-eeuwse muziek. Tot op de dag van vandaag geldt zij als een van de beste Rossini-zangeressen. Eind jaren zeventig had zij er geen moeite mee om als gastster in The Muppet Show op te treden.
Haar laatste openbare optreden had zij op haar 66ste verjaardag in de Carnegie Hall.

## Operarepertoire Marilyn Horne
| Rol                | Titel                    | Componist   |
| ------------------ | ------------------------ | ----------- |
| Adalgisa           | Norma                    | Bellini     |
| Giulietta          | I Capuleti e i Montecchi | Bellini     |
| Romeo              | I Capuleti e i Montecchi | Bellini     |
| Agnese del Maino   | Beatrice di Tenda        | Bellini     |
| Marie              | Wozzeck                  | Berg        |
| Cassandre          | Les Troyens              | Berlioz     |
| Marguerite         | La damnation de Faust    | Berlioz     |
| Carmen             | Carmen                   | Bizet       |
| Giovanna Seymour   | Anna Bolena              | Donizetti   |
| Maffio Orsini      | Lucrezia Borgia          | Donizetti   |
| Orfeo              | Orfeo ed Euridice        | Gluck       |
| Iphigenie          | Iphigénie en Tauride     | Gluck       |
| Rinaldo            | Rinaldo                  | Händel      |
| Orlando            | Orlando                  | Händel      |
| Ino                | Semele                   | Händel      |
| Giunone            | Semele                   | Händel      |
| Nedda              | Pagliacci                | Leoncavallo |
| Anita              | La Navarraise            | Massenet    |
| Fidés              | Le prophéte              | Meyerbeer   |
| Zerlina            | Don Giovanni             | Mozart      |
| Laura Adorno       | La Gioconda              | Ponchielli  |
| Minnie             | La Fanciulla del West    | Puccini     |
| Mimì               | La bohème                | Puccini     |
| Musetta            | La bohème                | Puccini     |
| La zia principessa | Suor Angelica            | Puccini     |
| Rosina             | Il barbiere di Siviglia  | Rossini     |
| Isabella           | L'Italiana in Algeri     | Rossini     |
| Cenerentola        | La Cenerentola           | Rossini     |
| Andromaca          | Ermione                  | Rossini     |
| Arsace             | Semiramide               | Rossini     |
| Malcolm            | La donna del lago        | Rossini     |
| Neocle             | L'assedio di Corinto     | Rossini     |
| Tancredi           | Tancredi                 | Rossini     |
| Falliero           | Bianca e Falliero        | Rossini     |
| Padmavati          | Padmâvatî                | Roussel     |
| Mignon             | Mignon                   | Thomas      |
| Eboli              | Don Carlos               | Verdi       |
| Amneris            | Aida                     | Verdi       |
| Azucena            | Il trovatore             | Verdi       |
| Mrs Quickly        | Falstaff                 | Verdi       |
| Orlando            | Orlando furioso          | Vivaldi     |

## Verkorte discografie
- Bellini
  - Norma (Sutherland, J. Alexander, Cross; Bonynge, 1964) Decca
- Bernstein
  - West Side Story (Te Kanawa, Troyanos, Carreras; Bernstein, 1984) Deutsche Grammophon
- Bizet
  - Carmen (Maliponte, McCracken, Krause; Bernstein, 1972) Deutsche Grammophon
- Donizetti
  - Anna Bolena (Souliotis, J. Alexander, Ghiaurov; Varviso, 1968-69) Decca
  - Lucrezia Borgia (Sutherland, Aragall, Wixell; Bonynge, 1977) Decca
- Gluck
  - Orfeo ed Euridice (Lorengar, Donath; Solti, 1970) Decca
- Handel
  - Semele (Battle, Ramey; Nelson, 1990) Deutsche Grammophon
- Massenet
  - La navarraise (Domingo, Milnes, Zaccaria; Lewis, 1975) RCA
- Meyerbeer
  - Le prophète (Scotto, McCracken, Hines; Lewis, c1976) Sony
- Mozart
  - Don Giovanni (Sutherland, Lorengar, Krenn, Bacquier, Gramm; Bonynge, 1968) Decca
- Ponchielli
  - La Gioconda (Tebaldi, Dominguez, Bergonzi, Merrill; Gardelli, 1967) Decca
- Puccini
  - Suor Angelica (Scotto, Cotrubas; Maazel, 1976) Sony
- Rossini
  - Il barbiere di Siviglia (Barbacini, Nucci, Dara, Ramey; R.Chailly, 1982) Sony
  - Bianca e Falliero (Ricciarelli, Merritt; Renzetti, 1986) [live] Fonit Cetra
  - L'italiana in Algeri (Battle, Ramey; Scimone, 1980) Erato
  - Semiramide (Sutherland, Rouleau; Bonynge, 1965-66) Decca
  - Tancredi (Cuberli, Zaccaria; Weikert, 1982) Sony
- Roussel
  - Padmâvatî (Gedda, van Dam; Plasson, 1982-83) EMI
- Thomas
  - Mignon (Welting, von Stade, Vanzo, Zaccaria; de Almeida, 1977) Sony
- Verdi
  - Falstaff (Sweet, Lopardo, Panerai, Titus; C.Davis, 1991) RCA
  - Requiem (Sutherland, Horne, Pavarotti, Talvela; Solti, 1967) Decca
  - Il trovatore (Sutherland, Pavarotti, Wixell, Ghiaurov; Bonynge, 1976) Decca
- Vivaldi
  - Orlando furioso (de los Ángeles, Valentini Terrani; Scimone, 1977) Erato

## Verkorte videografie
- Corigliano
  - The Ghosts of Versailles (Stratas, Fleming; Levine, Graham, 1992) [live] Deutsche Grammophon
- Rossini
  - L'italiana in Algeri (M.Merritt, Ahlstedt; Levine, Ponnelle, 1986) [live] Deutsche Grammophon
  - Semiramide (Anderson, Ramey; Conlon, Copley, 1990) [live] Kultur
- Verdi
  - Falstaff (Freni, Bonney, Lopardo, Plishka; Levine, Zeffirelli, 1992) [live] Deutsche Grammophon
- Vivaldi
  - Orlando furioso (Behr, Pizzi, 1989) [live] Kultur

## Werken
- Marilyn Horne: The Song Continues, Marilyn Horne en Jane Scovell, Baskerville Publishers, ISBN 1880909715
- Marilyn Horne: My Life, Marilyn Horne en Jane Scovell, Atheneum Books, ISBN 068911401X